# Березкін Михайло (Марко) Федорович
Миха́йло (Марко) Фе́дорович Бере́зкін (Берьо́зкін) (нар. 1901, село Лазірці Канівського повіту Київської губернії, тепер Канівського району Черкаської області — 1951, Москва) — радянський військовий діяч, начальник Політуправління Харківського військового округу, корпусний комісар, один із керівників цивільної авіації. Член Ревізійної Комісії КП(б)У в січні 1934 — травні 1937 р.

## Біографія
Народився у бідній селянській родині. Батько працював слюсарем у Києві. До п'ятирічного віку виховувався дідом у селі, а потім переїхав до батьків у Київ.
У 1917 році закінчив Київське вище початкове училище і почав допомагати батьку у слюсарній справі. На початку 1917 року поїхав до родичів в Сибір, де працював столяром і на рибному промислі. У 1918 році повернувся до Києва і вступив до залізничного училища, яке покинув у квітні 1919 року.
Член РКП(б) з квітня 1919 року. 
З травня 1919 року — у Червоній армії. Учасник Громадянської війни в Росії. Спочатку служив підривником в 1-му Українському червоному бронедивізіоні. Брав участь у боях з військами УНР, був командиром броньовика «Победа». У серпні 1919 року був полонений військами генерала Денікіна в Києві, а після звільнення працював в Суразькому повіті Гомельської губернії агітатором-організатором, а потім політичним керівником військового госпіталю. У 1920 році був призначений помічником військового комісара Київського військового клінічного госпіталю.
У 1921 році — заступник начальника з політичної частини 1-ї окремої бригади РСЧА в Києві. З квітня 1921 року — начальник організаційної частини політичного відділу 44-ї стрілецької дивізії, член партійної комісії дивізії. У 1922 році — військовий комісар 132-го Донецького стрілецького полку 44-ї Київської стрілецької дивізії. У 1923—1924 роках служив у політичному управлінні 5-ї армії РСЧА. Потім — на відповідальній військово-політичній роботі.
У 1927—1929 роках — військовий комісар 45-ї стрілецької дивізії. У 1930—1931 роках — військовий комісар стрілецького корпусу. До 1935 року — заступник начальника політичного управління Українського військового округу в місті Харкові та на відповідальній роботі у Військово-політичній академії імені Толмачова.
У 1935—1936 роках — помічник начальника Управління Військово-повітряних сил (ВПС) РСЧА з політичної частини. У 1936 році працював керуючим відділення зернорадгоспу «Бауман» Заамінського району Узбецької СРР.
У 1937 році — начальник політичного управління Харківського військового округу. До жовтня 1937 року — командувач військово-повітряних сил Північно-Кавказького військового округу. Звільнений з РСЧА в жовтні 1937 року.
15 грудня 1937 заарештований і до 15 лютого 1941 року знаходився під слідством в НКВС. Виправданий судом. З 1941 року — директор Московської трикотажної фабрики «Красная Звезда». У лютому 1942 року відновлений у членах ВКП(б). Працював пропагандистом і агітатором Кіровського районного комітету ВКП(б) міста Москви.
23 грудня 1943 — 1944 року — виконувач обов'язків начальника, а у 1944 — серпні 1945 року — начальник Азербайджанського управління Цивільного повітряного флоту (ЦПФ) СРСР.
У 1945—1947 роках — заступник начальника Управління капітального будівництва ЦПФ СРСР, заступник начальника Управління матеріально-технічного постачання ЦПФ СРСР.
У 1947 — травні 1951 року — начальник Красноярського управління Цивільного повітряного флоту (ЦПФ) СРСР. Помер у травні 1951 року в Москві.

## Звання
- корпусний комісар (20.11.1935)
- підполковник (23.12.1943)
- полковник

## Нагороди
- медалі